# جين بارلو
جين بارلو (بالإنجليزية: Jane Barlow)‏ (1857 في جمهورية أيرلندا - 17 أبريل 1917 في جمهورية أيرلندا)؛ كاتِبة، شاعرة وروائية بريطانية.